# Ferrari SF1000
A Ferrari SF1000 egy Formula–1-es versenyautó, melyet a Scuderia Ferrari tervezett és versenyeztetett a 2020-as Formula–1 világbajnokság során. Pilótái Charles Leclerc, valamint Sebastian Vettel voltak.
Az autó 2020-ban hatalmas meglepetésre abszolút versenyképtelen volt, Leclerc egy-egy villanásán és Vettel meglepetés-dobogóján kívül csak szenvedtek, és az 1980-as évek eleje óta nem látott mélyrepülésbe került a csapat.
2021-ben Ferrari SF21 néven az SF1000-es minimális mértékben átszabott változatát használta a csapat, a koronavírus-járvány miatt bevezetett költségcsökkentő intézkedések miatt.

## Áttekintés
A névadás során fontos szempont volt, hogy abban az évben futotta a Ferrari az ezredik Formula–1-es versenyét. Eredetileg ez a monacói nagydíjon lett volna, azonban a koronavírus-járvány miatt ez a verseny elmaradt, s végül a Toszkán Nagydíjon következett el a jeles pillanat. Az autó Vettel által adott beceneve "Lucilla" volt.
Mivel eredetileg úgy számoltak, hogy 2021-től úgyis az új szabályok szerinti autót kell építeni, ezért az SF1000 tulajdonképpen elődje, az SF90 továbbfejlesztett változata. Mattia Binotto elmondása szerint mindazonáltal alapos átdolgozáson esett át az egész kocsi. Az egész autó súlypontja lejjebb került a hűtőrendszerek lejjebb helyezésével, továbbá keskenyebb légbeömlő nyílások voltak az oldaldobozokon, az autó hátulja is keskenyebb lett és komplexebb bargeboard-okat terveztek rá.

## A szezon
A Ferrari az előző év második felében látványosan felgyorsult, ezért a riválisok indítványára vizsgálatot indított az FIA az autójuk szabályosságának megállapítása érdekében. A szezon előtti tesztek indulásakor aztán az FIA bejelentette, hogy külön megállapodást írtak alá a Ferrarival, és nem sújtják őket semmilyen szankcióval. A megállapodás titkossága miatt a többi csapat egyöntetűen tiltakozott, mire az FIA elismerte, hogy a Ferrari-motor valóban nem tűnt szabályosnak, de hogy mennyire nem volt az, azt csak nagyon hosszadalmas és bonyolult eljárással lehetett volna csak megállapítani, így nem is firtatták. Az mindenesetre nagyon gyanús és beszédes volt, hogy a Ferrari, illetve az ő motorjaikat használó Alfa Romeo és Haas nagyon lassúak voltak a teszteken.
A járvány miatt elhúzódó idény Ausztriában kezdődött, ahol is Binotto bejelentette, hogy ugyanazt a kasztnit használják, mint a teszteken, de már a magyar versenyre újításokkal készülnek. A futamra Leclerc hetediknek, Vettel tizenegyediknek kvalifikálta magát, a csapat láthatóan versenyképtelen volt. Mégis, Leclerc a második helyen végzett, köszönhetően több kiesésnek és Lewis Hamilton időbüntetésének - Vettel egy megpördülés miatt csak a tizedik lett. Vettel szerint még szerencséje is volt, hogy csak egyszer pördült meg, annyira nehéz volt vezetni az autót. Nem volt sokkal jobb a helyzet a stájer nagydíjon sem, ahol az esős időmérőn rossz eredményt értek el, Leclerc-t három helyes rajtbüntetéssel sújtották, majd a két versenyző ki is ütötte egymást az első körben. Emiatt fontos teszt-köröktől is elestek, ami a további fejlesztés gátja lett.
A magyar nagydíjon mindkét autójuk bejutott a Q3-ba, habár majdnem másfél másodpercet kaptak az első helyezett Hamiltontól. Vettel pontot szerzett, Leclerc-t viszont az utolsó körökben megelőzte Carlos Sainz, így ő pont nélkül maradt. Leclerc is kritizálta az autó vezethetőségét, és hogy jobbra számított az időmérő után - válaszul Binotto is kijelentette, hogy az autó komolyabb felülvizsgálat alá fog kerülni. A brit futamon Leclerc a negyedik helyre kvalifikálta magát és a versenyen újabb dobogót szerzett - habár ehhez kellett Valtteri Bottas peches defektje is. A 70. évfordulós nagydíjon Leclerc negyedik lett, mégpedig úgy, hogy eltérő boxstratégiát választott, és csak egyszer állt ki. Vele ellentétben Vettel az első körben megpördült és még csak pontot sem szerzett. A spanyol versenyen Leclerc az energia-visszanyerő rendszer meghibásodása miatt kiesett, Vettel hetedik lett. A belga futam teljes megszégyenülés volt a csapatnak: a tempó hiánya miatt bőven a pontszerző zónán kívül értek célba ott, ahol az előző évben pole pozíciót szereztek és győzelmet arattak. Nyilvánvaló volt, hogy a motorerő hiányosságain túl komoly gondok vannak az aerodinamikával és a tapadással is.
A hazai olasz nagydíjon Vettel már a Q1-ből se jutott tovább, a futamon pedig mindketten kiestek: Vettel még a futam elején, Leclerc pedig egy piros zászlós megszakítást eredményező hatalmas balesetben. Vettel a szégyenteljes történésekről úgy nyilatkozott, hogy örül neki, hogy nem nézők előtt rendezték a versenyt és a soron következő futamtól se vár sokat. A toszkán nagydíjon, amely a Ferrari ezredik versenye volt, különleges, sötétbordó festéssel léptek pályára Mugellóban. Csak a sok kiesésnek köszönhető, hogy mindketten pontot szereztek, Leclerc ráadásul úgy lett nyolcadik, hogy eredetileg a gyengébb Alfa Romeót vezető Kimi Raikkönen is megelőzte, csak őt utóbb megbüntették.
Az orosz nagydíjra kisebb fejlesztésekkel érkeztek, de érdemben nem befolyásolta ez a végeredményt. Vettel a soron következő két nagydíjat is pont nélkül teljesítette, Leclerc formája viszont valamelyest javult, köszönhetően a diffúzor környéki fejlesztéseknek is. A kaotikus török versenyen Vettel megszerezte az évi első dobogóját nagyszerű versenyzéssel, de aztán ismét visszasüllyedt az alsóházba. A szahír nagydíjon Leclerc saját magához képest is fantasztikus időmérős kört ment és negyedik lett, de versenye már az első körben véget ért egy Sergio Perezzel való ütközés következtében. Az utolsó futamon aztán ismét nem tudtak pontot sem szerezni, így az idényt a hatodik helyen zárta a Ferrari.

## Eredmények
| Év   | Csapat           | Motor       | Abroncs | Versenyzők       | Nagydíjak | Nagydíjak | Nagydíjak | Nagydíjak | Nagydíjak | Nagydíjak | Nagydíjak | Nagydíjak | Nagydíjak | Nagydíjak | Nagydíjak | Nagydíjak | Nagydíjak | Nagydíjak | Nagydíjak | Nagydíjak | Nagydíjak | Pont | Helyezés |
| Év   | Csapat           | Motor       | Abroncs | Versenyzők       | AUT       | STY       | HUN       | GBR       | 70        | ESP       | BEL       | ITA       | TUS       | RUS       | EIF       | POR       | EMI       | TUR       | BHR       | SAK       | UAE       | Pont | Helyezés |
| ---- | ---------------- | ----------- | ------- | ---------------- | --------- | --------- | --------- | --------- | --------- | --------- | --------- | --------- | --------- | --------- | --------- | --------- | --------- | --------- | --------- | --------- | --------- | ---- | -------- |
| 2020 | Scuderia Ferrari | Ferrari 065 | P       | Charles Leclerc  | 2         | KI        | 11        | 3         | 4         | KI        | 14        | KI        | 8         | 6         | 7         | 4         | 5         | 4         | 10        | KI        | 13        | 131  | 6.       |
| 2020 | Scuderia Ferrari | Ferrari 065 | P       | Sebastian Vettel | 10        | KI        | 6         | 10        | 12        | 7         | 13        | KI        | 10        | 13        | 11        | 10        | 12        | 3         | 13        | 12        | 14        | 131  | 6.       |

- † – Nem fejezte be a futamot, de rangsorolva lett, mert teljesítette a versenytáv 90%-át.

Félkövérrel jelölve a leggyorsabb kör

## Fordítás
- Ez a szócikk részben vagy egészben  a   Ferrari SF1000 című angol Wikipédia-szócikk ezen változatának fordításán alapul.  Az eredeti cikk szerkesztőit annak laptörténete sorolja fel. Ez a jelzés csupán a megfogalmazás eredetét és a szerzői jogokat jelzi, nem szolgál a cikkben szereplő információk forrásmegjelöléseként.